# Toyota Publica
A Toyota Publica egy kiskategóriás autó, amelyet a japán Toyota Motor Corporation gyártott 1961-től 1978-ig. Összesen 3 generációja van. Utódja, a Toyota Corolla, 1966-ban került forgalomba.

## Generációi

### P10 (1961–1966)

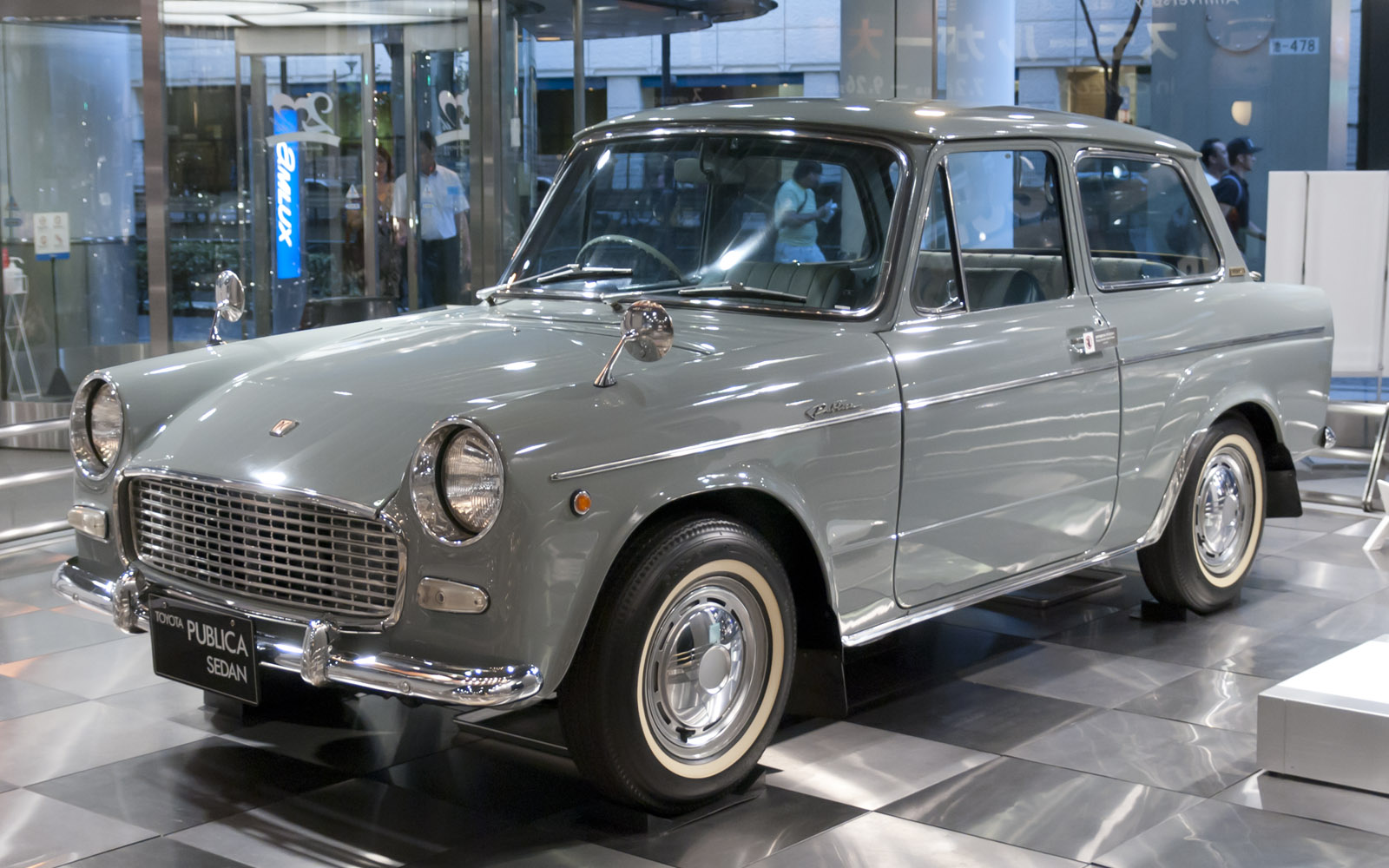
Toyota Publica 1961–1966

A P10 az első generáció. A gyár 1961-től 1966-ig készítette a modelleket.

### P20 (1966–1969)

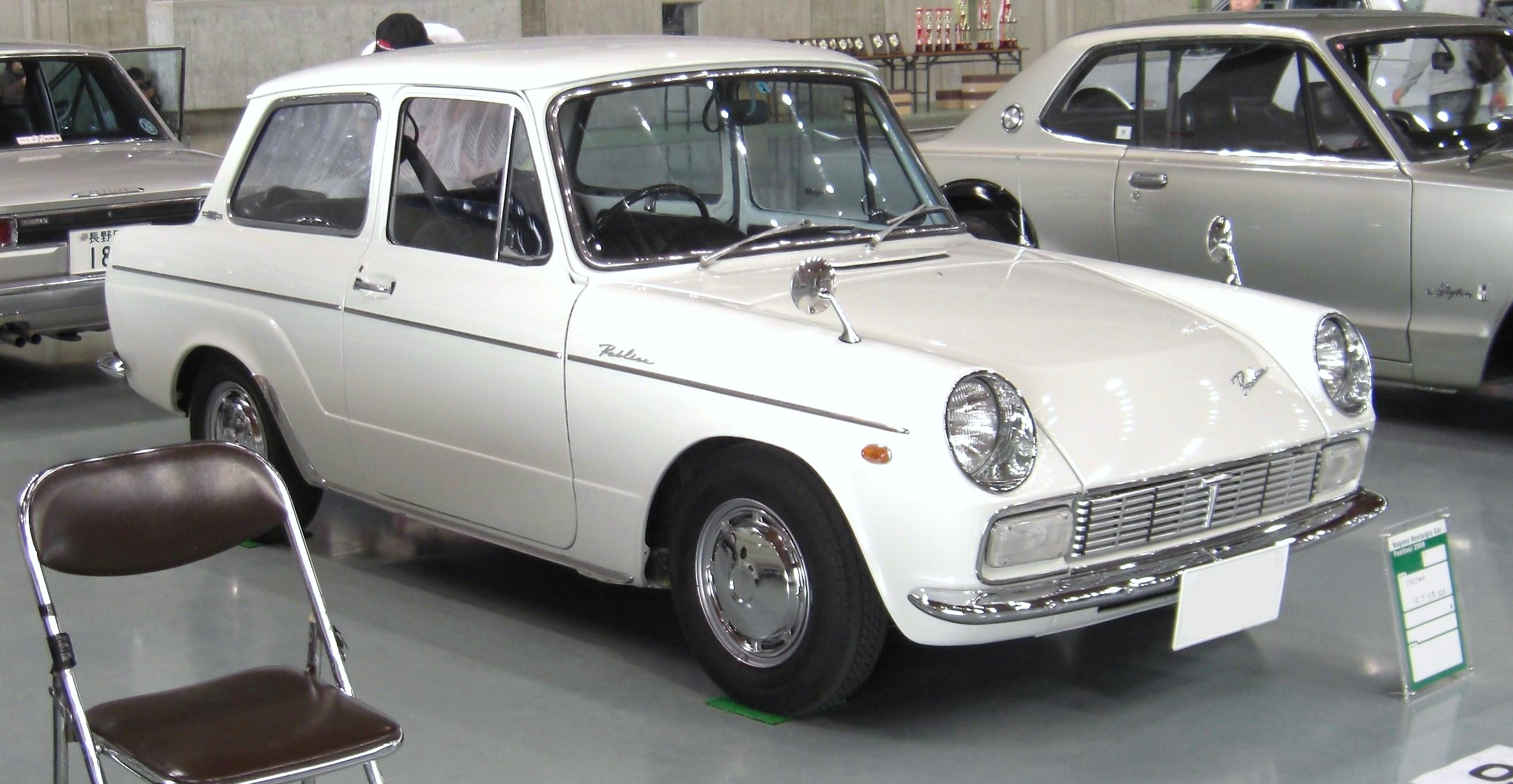
Toyota Publica 1966–1969

A P20 a második generáció. A gyár 1966-tól 1969-ig készítette a modelleket.

### P30 (1969–1978)

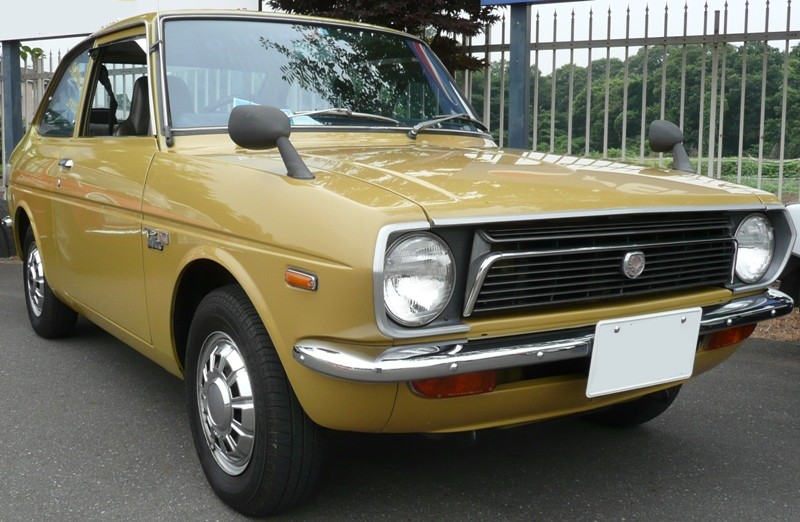
Toyota Publica 1969–1978

A P30 a harmadik generáció. A gyár 1969-től 1978-ig készítette a modelleket.

## Fordítás
- Ez a szócikk részben vagy egészben  a   Toyota Publica című angol Wikipédia-szócikk fordításán alapul.  Az eredeti cikk szerkesztőit annak laptörténete sorolja fel. Ez a jelzés csupán a megfogalmazás eredetét és a szerzői jogokat jelzi, nem szolgál a cikkben szereplő információk forrásmegjelöléseként.